# العلاقات السنغافورية النيجيرية
العلاقات السنغافورية النيجيرية هي العلاقات الثنائية التي تجمع بين سنغافورة ونيجيريا.

## مقارنة بين البلدين
هذه مقارنة عامة ومرجعية للدولتين:
| وجه المقارنة                                              | سنغافورة                                                             | نيجيريا                     |
| --------------------------------------------------------- | -------------------------------------------------------------------- | --------------------------- |
| المساحة (كم2)                                             | 719                                                                  | 923.77 ألف                  |
| عدد السكان (نسمة)                                         | 5.89 مليون                                                           | 190.89 مليون                |
| الكثافة السكانية (ن./كم²)                                 | 819.19 ألف                                                           | 206.64                      |
| العاصمة                                                   | سنغافورة                                                             | أبوجا، لاغوس                |
| اللغة الرسمية                                             | لغة إنجليزية، اللغة الملايو، اللغة الصينية القياسية، اللغة التاميلية | لغة إنجليزية، اللغة اليوربا |
| العملة                                                    | دولار سنغافوري                                                       | نيرة نيجيرية                |
| الناتج المحلي الإجمالي (بليون دولار)                      | 323.91 مليار                                                         | 375.77 مليار                |
| الناتج المحلي الإجمالي (تعادل القوة الشرائية) بليون دولار | 472.59 مليار                                                         | 1.09 تريليون                |
| الناتج المحلي الإجمالي الاسمي للفرد دولار أمريكي          | 52.89 ألف                                                            | 2.64 ألف                    |
| الناتج المحلي الإجمالي للفرد دولار أمريكي                 | 82.76 ألف                                                            | 5.91 ألف                    |
| مؤشر التنمية البشرية                                      | 0.925                                                                | 0.514                       |
| رمز المكالمات الدولي                                      | +65                                                                  | +234                        |
| رمز الإنترنت                                              | .sg                                                                  | .ng                         |
| المنطقة الزمنية                                           | ت ع م+08:00، توقيت سنغافورة المنسق ‏                                  | ت ع م+01:00                 |

## منظمات دولية مشتركة
يشترك البلدان في عضوية مجموعة من المنظمات الدولية، منها:
| علم المنظمة | اسم المنظمة                               | تاريخ انضمام سنغافورة | تاريخ انضمام نيجيريا |
| ----------- | ----------------------------------------- | --------------------- | -------------------- |
|             | مؤسسة التنمية الدولية                     | 27 سبتمبر 2002        | 14 نوفمبر 1961       |
|             | الأمم المتحدة                             | 21 سبتمبر 1965        | 7 أكتوبر 1960        |
|             | منظمة التجارة العالمية                    | ?                     | ?                    |
|             | منظمة الشرطة الجنائية الدولية             | ?                     | ?                    |
|             | دول الكومنولث                             | ?                     | ?                    |
|             | المركز الدولي لتسوية المنازعات الاستشارية | 13 نوفمبر 1968        | 14 أكتوبر 1966       |
|             | الاتحاد الدولي للاتصالات                  | 22 أكتوبر 1965        | 11 أبريل 1961        |
|             | البنك الدولي للإنشاء والتعمير             | 3 أغسطس 1966          | 30 مارس 1961         |
|             | المنظمة الهيدروغرافية الدولية             | ?                     | ?                    |
|             | الاتحاد البريدي العالمي                   | ?                     | ?                    |
|             | منظمة حظر الأسلحة الكيميائية              | ?                     | ?                    |
|             | مؤسسة التمويل الدولية                     | 4 سبتمبر 1968         | 30 مارس 1961         |
|             | وكالة ضمان الاستثمار متعدد الأطراف        | 24 فبراير 1998        | 12 أبريل 1988        |
|             | يونسكو                                    | 8 أكتوبر 2007         | 14 نوفمبر 1960       |

## أعلام
هذه قائمة لبعض الشخصيات التي تربطها علاقات بالبلدين:
- عابدين ايخينا (لاعب كرة قدم نيجيري، 9 مايو 1986[21] – )

## وصلات خارجية
- موقع وزارة الخارجية السنغافورية
- موقع وزارة الخارجية النيجيرية